# Karl VI. (HRR)

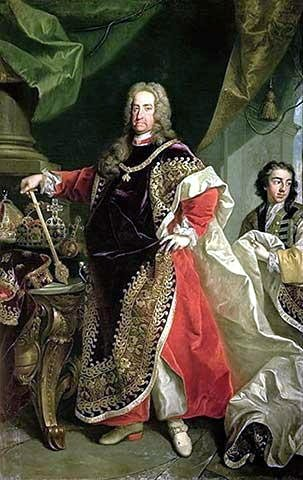
Kaiser Karl VI. im Ornat als Großmeister des Ordens vom Goldenen Vlies, Gemälde von Johann Gottfried Auerbach.
Karls Unterschrift:

Karl VI. Franz Joseph Wenzel Balthasar Johann Anton Ignaz (* 1. Oktober 1685 in Wien; † 20. Oktober 1740 ebenda) war von 1711 bis 1740 römisch-deutscher Kaiser und Erzherzog von Österreich sowie Souverän der übrigen habsburgischen Erblande, als Karl III. (ungarisch III. Károly) König von Ungarn und Kroatien, als Karl II. (tschechisch Karel II) König von Böhmen, als Karl III. (spanisch Carlos III) designierter Gegenkönig von Spanien, ab 1713 als Karl VI. (italienisch Carlo VI) König von Neapel sowie durch den Frieden von Utrecht von 1713 bis 1720 als Karl III. (italienisch Carlo III) auch König von Sardinien, und ab 1720 als Karl IV. (italienisch Carlo IV) König von Sizilien.
Im Spanischen Erbfolgekrieg konnte Karl VI. seinen Anspruch auf die spanische Krone nicht durchsetzen, doch fiel ein Großteil der spanischen Besitzungen in den Niederlanden und in Italien an Österreich. In seine Zeit als Kaiser fällt der Erlass der Pragmatischen Sanktion. Diese ermöglichte nicht nur die Thronfolge weiblicher Mitglieder des Hauses Habsburg, sondern war mit der Betonung der Unionsidee der Habsburger-Staaten zentral für die Entstehung einer Großmacht Österreich. Durch den Sieg im Venezianisch-Österreichischen Türkenkrieg kam es 1717 zur territorialen Expansion. Die gewonnenen Gebiete gingen durch den Russisch-Österreichischen Türkenkrieg 1739 jedoch teilweise wieder verloren. Einen Großteil seiner Regierungszeit verbrachte er damit, die Pragmatische Sanktion innerhalb des habsburgischen Machtbereichs durchzusetzen und ihre Anerkennung durch die anderen europäischen Mächte zu erlangen.
Im Innern bemühte sich der Kaiser im Sinne des Merkantilismus um die Förderung der Wirtschaft. Allerdings gab er mit der Ostender Ostindischen Kompanie, im Interesse der Durchsetzung der Pragmatischen Sanktion, ein wichtiges Projekt wieder auf. Auch erreichte er keine Reform von Verwaltung und Militär. Er war der letzte Kaiser, der neben der Durchsetzung der Interessen Habsburgs auch eine aktive Reichspolitik betrieb, obgleich der Reichsgedanke in seiner Zeit stark an Bedeutung verlor. In vielfältiger Weise förderte er Kunst und Kultur. Seine Regierungszeit bildete einen Höhepunkt der Kultur des Barock, deren Bauten bis heute Österreich und die ehemals habsburgischen Staaten prägen. Mit Karls Tod erlosch das Haus Habsburg im Mannesstamm.

## Leben

### Herkunft und Familie

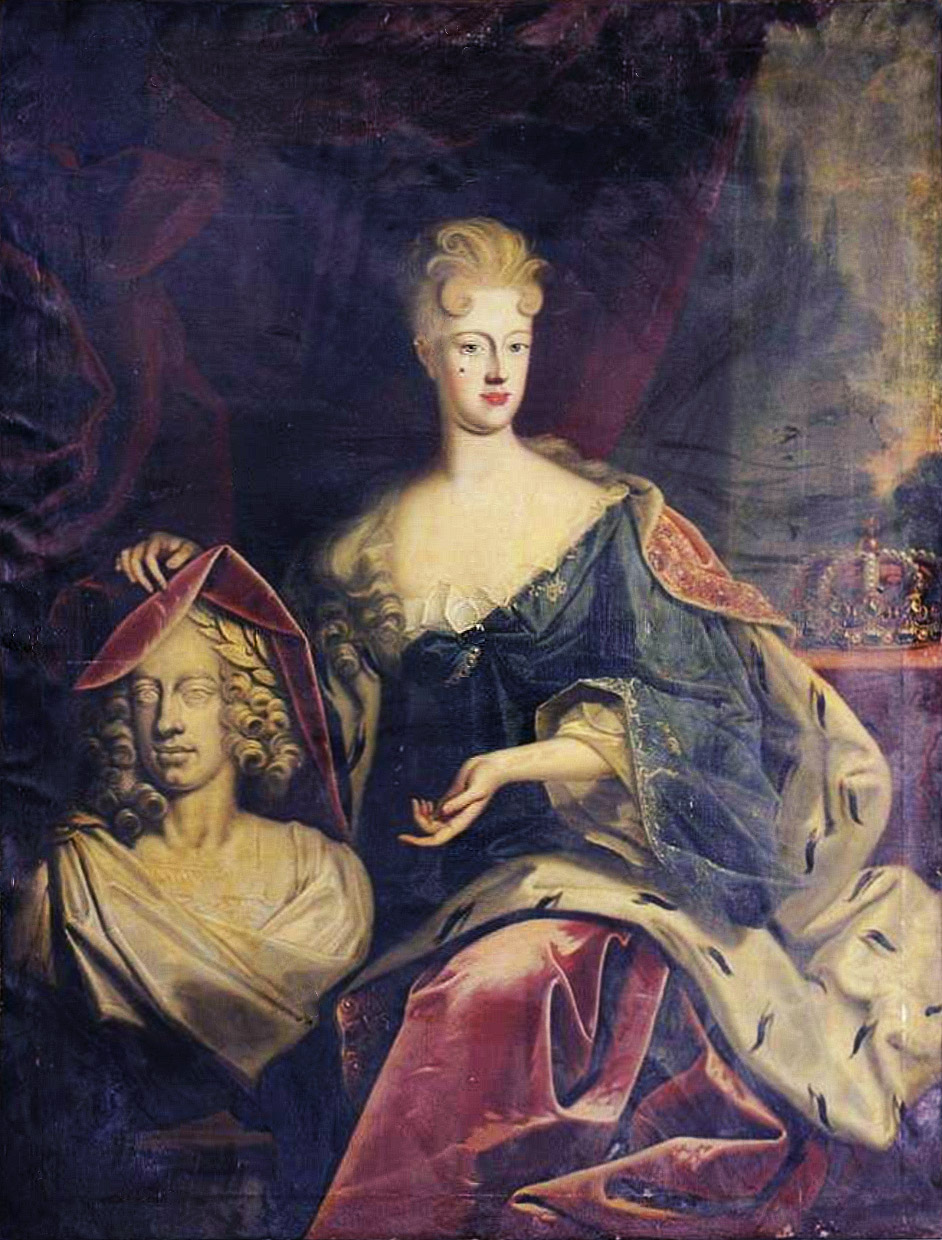
Kaiserin Elisabeth Christine von Braunschweig-Wolfenbüttel

Karl (getauft als Carolus Franciscus Josephus Wenceslaus Balthasar Johannes Antonius Ignatius) war der Sohn Leopolds I. aus dem Hause Habsburg und Eleonores von Pfalz-Neuburg sowie der Bruder Josephs I. Seine Erziehung erfolgte unter der Aufsicht von Fürst Anton Florian von Liechtenstein. Die Inhalte wurden vor allem von Jesuiten wie Andreas Braun oder diesen nahe stehenden Personen vermittelt. Dabei spielte die Vermittlung von traditionellen Herrschertugenden und insbesondere die Geschichte der Familie Habsburg eine wichtige Rolle. Von Karl sind aus seinen Kindertagen zwei Manuskripte überliefert, in denen er die Tugenden seiner Vorfahren beschrieb.
Wie jeder Habsburger musste er ein Handwerk erlernen, wobei er sich für die Ausbildung zum Büchsenmeister entschied. Im Zuge seiner Ausbildung fertigte Karl als Sechzehnjähriger eine Federzeichnung eines Falkaunen-Rohres an, welche heute in der Dauerausstellung des Heeresgeschichtlichen Museums in Wien gezeigt wird. Die Zeichnung ist auf dem Hinterstück von ihm eigenhändig signiert („Carl Erzh. zu Oesterr.“).
Karl heiratete am 23. April 1708 (Ferntrauung) Elisabeth Christine, die Tochter des Herzogs Ludwig Rudolf von Braunschweig-Wolfenbüttel und seiner Gattin Christine Luise von Oettingen-Oettingen, und zog mit ihr am 1. August 1708 in Barcelona ein. Aus der Ehe gingen folgende Kinder hervor:
- Leopold Johann (*/† 1716), Erzherzog
- Maria Theresia (1717–1780) ⚭ 1736 in Wien Franz I. Stephan von Lothringen
- Maria Anna (1718–1744) ⚭ 1744 Herzog Karl Alexander von Lothringen
- Maria Amalia (1724–1730), Erzherzogin

### Spanischer Erbfolgekrieg

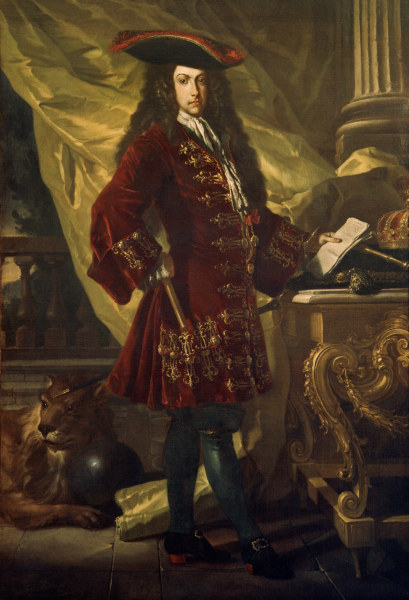
Karl VI. zur Zeit des Spanischen Erbfolgekrieges

Elisabeth Christine von Braunschweigs Ankunft in Katalonien, 1708

Angesichts des abzusehenden Absterbens der spanischen Linie der Habsburger nach dem zu erwartenden Tod Karls II. beabsichtigte Kaiser Leopold, Karl zum spanischen König zu machen. Bereits während des Pfälzischen Erbfolgekrieges war geplant, den Kaisersohn zusammen mit Hilfstruppen nach Spanien zu schicken, wozu es aber nicht kam. Karl II. als spanischer König selbst bestimmte nicht Karl, sondern Philipp von Anjou, einen Enkel von Ludwig XIV., zum Erben. Nach dem Tod des Königs wurde Philipp in Spanien und den spanischen Kolonien als Herrscher anerkannt. Der Widerstand Kaiser Leopolds, der sich mit England und den Niederlanden verbündete, führte zum Spanischen Erbfolgekrieg.
Nach Karls Proklamation zum spanischen König im Jahr 1703 wurden ihm in einem geheim gehaltenen Vertrag von Kaiser Leopold und seinem Bruder Joseph alle spanischen Besitzungen mit Ausnahme der Lombardei zuerkannt. Gleichzeitig wurde eine Regelung über die Erbfolge im Haus Habsburg geschlossen (Pactum mutuae successionis). Von Portugal hoffte Karl 1704 nach Spanien zu gelangen. Die portugiesischen und englischen Truppen waren aber zu schwach, um den Widerstand der spanischen Armee brechen zu können. Unter Ausnutzung der Unzufriedenheit der Katalanen und Aragonesen mit dem Regime Philipps V. gelang 1705 nach der Belagerung von Barcelona der Einzug in die Stadt. Karl konnte seinen Machtbereich auf Katalonien und weitere Gebiete ausdehnen und eigene Truppen aufstellen. Er erwies sich in dieser Zeit als mutig und zäh, zeigte aber nur geringe Fähigkeiten zur Integration und zur Führung. Von den Franzosen bedrängt, musste Karl bereits 1706 einige Positionen wieder räumen. Auch die Kämpfe der Verbündeten waren wenig erfolgreich. So mussten diese Madrid im Juni 1706 wieder räumen. Allerdings gelang es den Alliierten, wichtige spanische Besitzungen in Italien zu erobern. Zeitweise konnte Karl 1710 nach militärischen Erfolgen auch in Spanien in Madrid einziehen, musste sich aber bald wieder nach Barcelona zurückziehen.

### Anfänge der Kaiserherrschaft und Pragmatische Sanktion

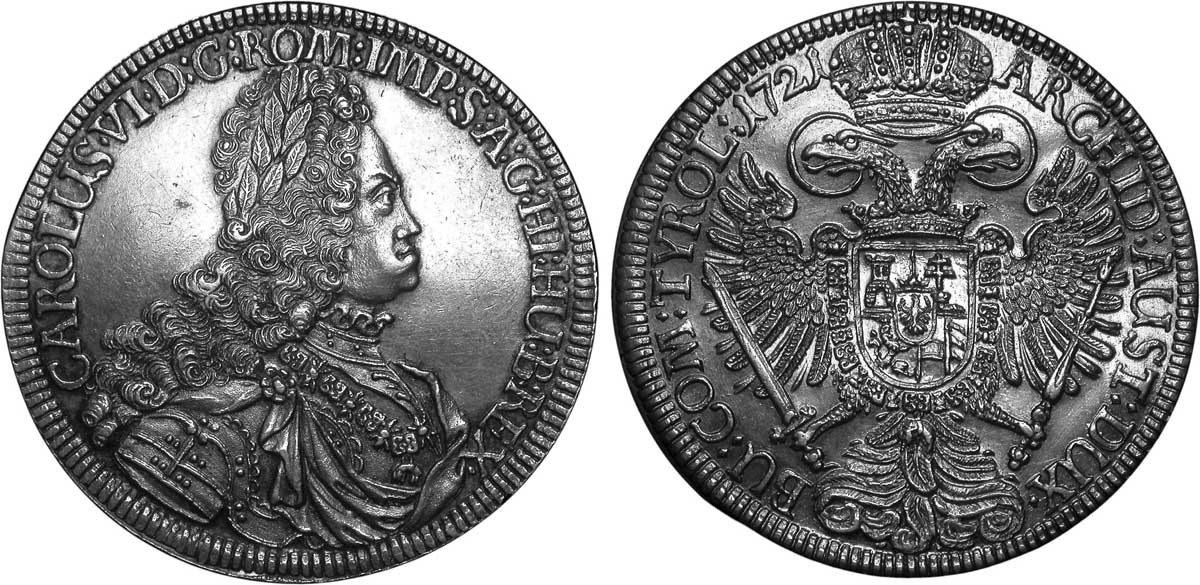
Karl VI., 1721

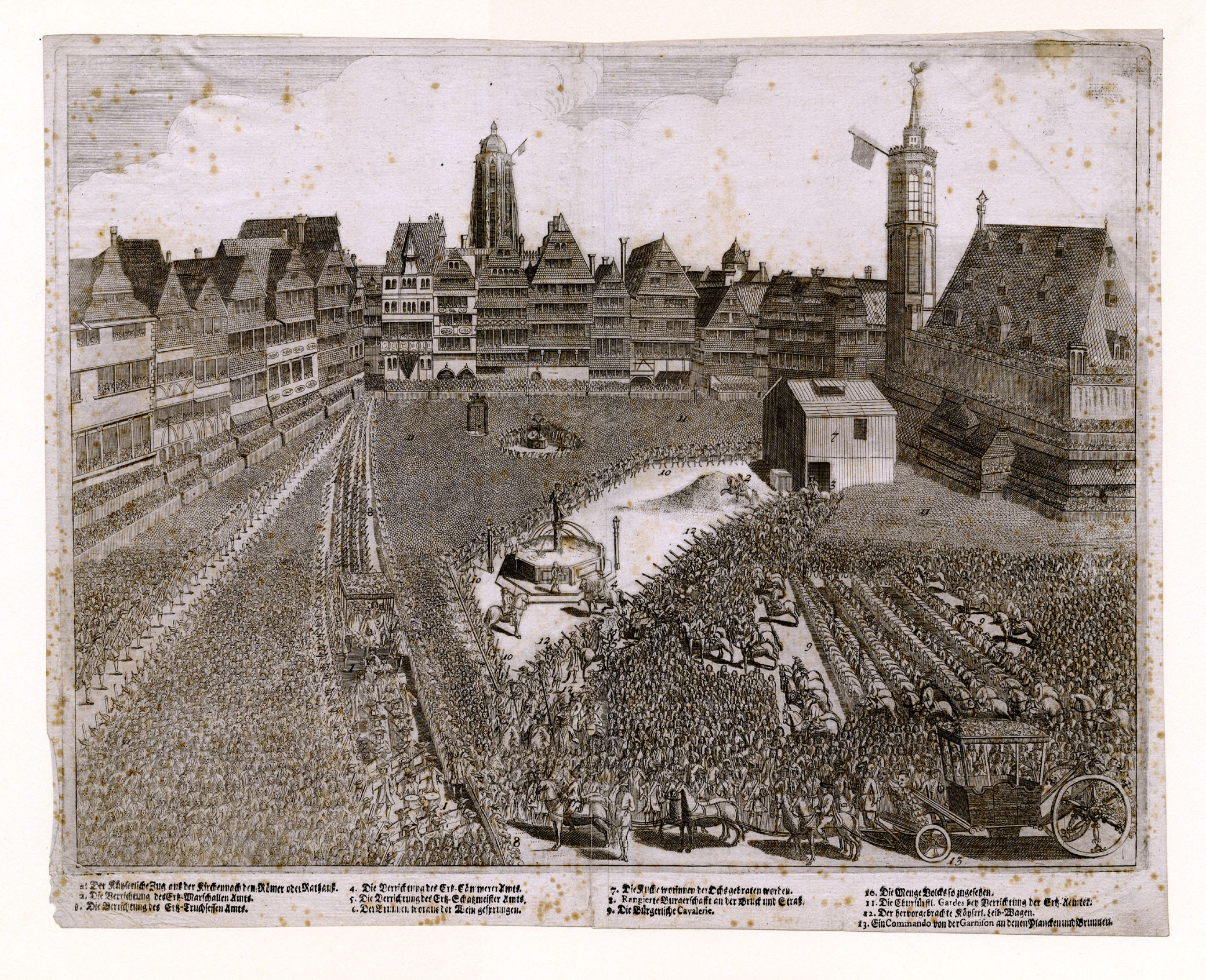
Krönungsfeierlichkeiten in Frankfurt am Main im Jahr 1711

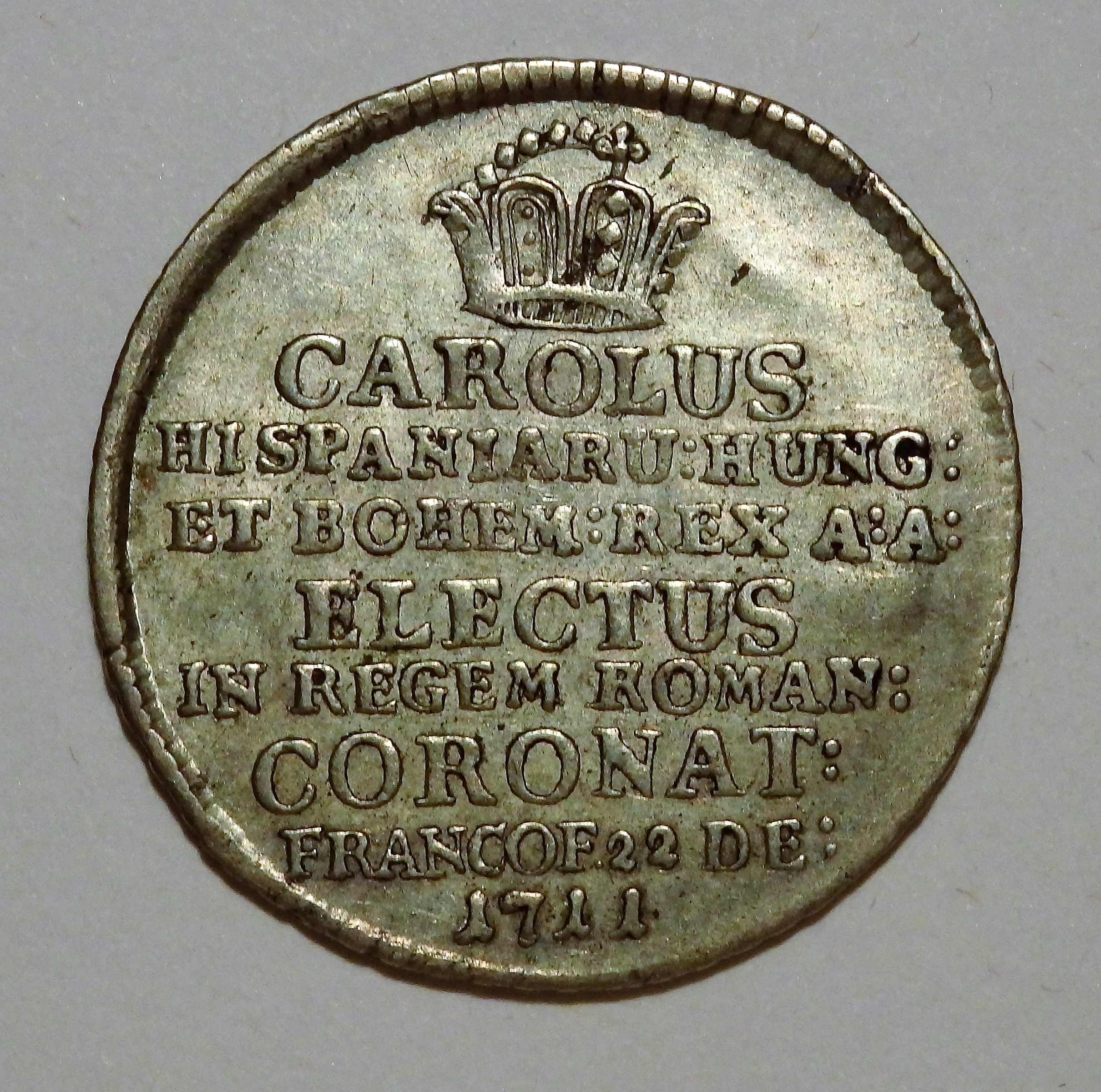
Silberjeton von 1711 auf die Wahl und Krönung Karls VI.

Die Lage änderte sich, als sein Bruder Joseph, inzwischen Kaiser, 1711 ohne männlichen Nachkommen verstarb. Karl fielen als Erbe nun auch Österreich, Böhmen, Ungarn und die Aussicht auf den Kaisertitel zu. Bedrängt von Wiener Kreisen, kehrte er nach Wien zurück, ohne den Anspruch auf den spanischen Thron aufzugeben. Demonstrativ ernannte er bei seiner Abreise aus Spanien seine Frau zur Statthalterin in Spanien. Am 12. Oktober 1711 wählten ihn die Kurfürsten zum römisch-deutschen König. Am 22. Dezember 1711 wurde er in Frankfurt am Main zum Kaiser gekrönt. Seit Anfang 1712 befand er sich wieder in Wien; bei seiner Rückkehr am 26. Jänner 1712 ertönte die Alte Pummerin des Stephansdoms in Wien zum ersten Mal. Im selben Jahr wurde er zum König von Ungarn gekrönt. Angesichts der drohenden Vereinigung von Österreich und Spanien in einer Hand verließen ihn seine Alliierten im Spanischen Erbfolgekrieg, so dass er auf die spanische Krone verzichten musste. Barcelona hielt er noch ein Jahr.
Innenpolitisch setzte er zunächst auf Kontinuität. Er sprach etwa dem Prinzen Eugen sein Vertrauen aus und bestätigte die Mitglieder der Geheimen Konferenz. Diese und der einflussreiche Johann Wenzel Wratislaw von Mitrowitz rieten dazu, auf den spanischen Thron zu verzichten. Gleichwohl trat der Kaiser dem Frieden von Utrecht zwischen Frankreich, Spanien auf der einen und Großbritannien und den Niederlanden auf der anderen Seite von 1713 nicht bei. Allerdings waren schon zuvor die Rückkehr seiner Frau und der Habsburger Truppen vereinbart worden. Kurze Zeit später beauftragte er nach weiteren Niederlagen den Prinzen Eugen mit Verhandlungen, die 1714 zum Frieden von Rastatt führten. Im Frieden von Baden erhielt er die früheren spanischen Besitzungen in Italien Mailand, Mantua, Sardinien, Neapel ohne Sizilien und die ehemals spanischen, nun österreichischen Niederlande zugesprochen. Frankreich zog sich aus dem eroberten Breisgau zurück, behielt aber Landau. Die abgesetzten Kurfürsten von Köln, Clemens August von Bayern, und Maximilian Emanuel von Bayern erhielten ihre Würden zurück. Offiziell gab er seinen Anspruch auf den spanischen Thron nicht auf, aber de facto erkannte er die Lage an.
In der von ihm erlassenen Pragmatischen Sanktion von 1713 war die Unteilbarkeit der habsburgischen Länder vorgesehen sowie die sekundäre weibliche Erbfolge. Da Karls VI. einziger männlicher Nachkomme Leopold 1716 als Kleinkind verstarb, trat dieser Fall schon nach seinem Tod ein. Die Pragmatische Sanktion war aber mehr als eine Erbfolgeregelung. Vielmehr zielte sie auf einen engeren Zusammenhalt der verschiedenen habsburgischen Besitzungen ab. In dem Dokument war von einer untrennbaren Union der Habsburger-Länder die Rede. Der Kaiser ließ die Pragmatische Sanktion zwischen 1720 und 1724 durch die verschiedenen Ständeversammlungen bestätigen. Dieser Versuch, die einzelnen Länder der Habsburgermonarchie enger miteinander zu verbinden, war ein weiterer Schritt hin zur Ausbildung einer Großmacht Österreich. Der Kaiser bemühte sich intensiv auch bei den ausländischen Mächten um eine Anerkennung der Pragmatischen Sanktion.

### Innere Politik in den habsburgischen Staaten

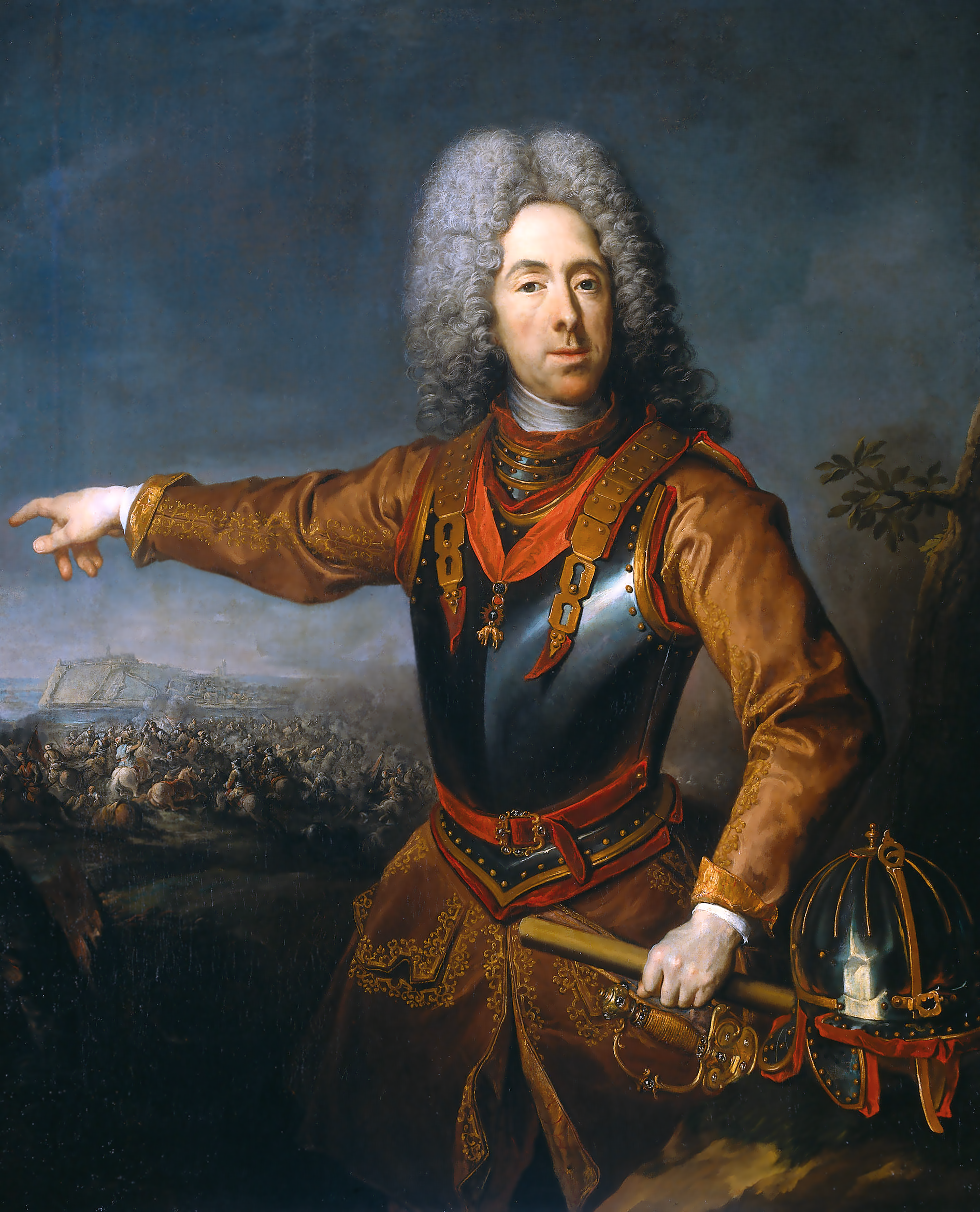
Prinz Eugen von Savoyen spielte eine wichtige politische und militärische Rolle zur Zeit Karls VI.

Bei der Durchsetzung seiner Politik unterstützten Karl VI. erfahrene Minister und Berater wie Gundaker Thomas Starhemberg oder Prinz Eugen. Aber dieses anfänglich gute Verhältnis änderte sich später. Eingriffe des Kaisers in das Finanzwesen führten etwa zeitweise zum Rückzug von Starhemberg. Einfluss auf den Kaiser erhielten ein Kreis spanischer Emigranten und insbesondere Johann Michael von Althann. Diese Seite intrigierte 1719 gegen den Prinzen Eugen. Nur mit Mühe konnte dieser gehalten werden, ehe er 1724 doch als Generalstatthalter in den spanischen Niederlanden (nun österreichischen Niederlanden) wegen fehlender kaiserlicher Unterstützung von diesem Amt zurücktrat. Er blieb zwar nominell noch Präsident der Geheimen Konferenz und des Hofkriegsrates, verlor aber weitgehend an Einfluss. Im Folgenden spielte der Kaiser selbst eine führende politische Rolle. Ihn unterstützte unter anderem Hofkanzler Philipp Ludwig Wenzel von Sinzendorf. Ein wichtiger geistlicher Vertrauter und Beichtvater wurde der paderbornische Jesuit Vitus Georg Tönnemann. Dieser war gleichzeitig Vertreter der „katholischen Partei“ am Hof. Unter den Ministern traten unterschiedliche Auffassungen hervor: Während die eine Gruppe stark die österreichischen Interessen im Sinn hatte, betonte die andere – vor allem vertreten durch Reichsvizekanzler Friedrich Karl von Schönborn-Buchheim – die Sache des Heiligen Römischen Reiches.
Ein spanischer Rat zur Regierung der ehemaligen spanischen Besitzungen in Italien und ein niederländischer Rat für die österreichischen Niederlande wurden gebildet. Der spanische Rat drückte auch den Anspruch auf den spanischen Thron aus. Die Umbenennung zu italienischer Rat 1736 deutete aber eine Anerkennung der Realitäten an. Die Friedensjahre zwischen 1720 und 1733 zeigten den Kaiser auf dem Höhepunkt seiner Macht. Allerdings mündeten die Probleme schließlich in einer Krise des Reiches.
Die von Joseph I. befohlene Revision der Verneuerten Landesordnung Böhmens stoppte Karl VI. 1712. Allerdings wurde ein Landesausschuss als Sekretariat des Böhmischen Landtags bewilligt. Diese Bestätigung ständischer Rechte nahm der böhmische Adel positiv auf. Erst 1723 ließ er sich in Prag zum böhmischen König krönen. Dies war eine bewusste Machtdemonstration auch vor dem Hintergrund der Rekatholisierungspolitik. Aufstände von Landbewohnern gegen die Grundeigentümer führten zu mehreren Gesetzen („Robotpatente“) durch Karl VI.
Am Anfang seiner Herrschaft in Ungarn stand das Ende des Aufstandes von Franz II. Rákóczi und des letzten Kuruzenaufstands. Mit der Pragmatischen Sanktion verfolgte Karl auch das Ziel, Ungarn untrennbar mit den anderen habsburgischen Gebieten zu vereinigen. Allerdings musste er dem ungarischen Adel dafür erhebliche Zugeständnisse machen. Die überkommenen Rechte und Privilegien wurden bestätigt. Der König verpflichtete sich auch das Land mit Hilfe von gemeinsam mit der Ständeversammlung verabschiedeten Gesetzen zu regieren. Obwohl der König die Ständeversammlung nur unregelmäßig einberief, blieb es im Königreich Ungarn beim Dualismus von König und Ständen.

#### Siedlungs- und Minderheitenpolitik
Zur Zeit Karls VI. gewann die Ansiedlung von Bauern aus Deutschland in Teilen der teilweise durch die Kriege entvölkerten Länder der ungarischen Krone an Bedeutung. Eine erste Siedlungswelle der Donauschwaben erfolgte zwischen 1722 und 1727. Teilweise wurde dabei auch Zwang angewandt. Im Zuge der „Karolingischen Transmigration“ wurden protestantische Bewohner aus dem Erzstift Salzburg nach Siebenbürgen umgesiedelt. Diese Gruppe nannte sich später Landler.
Karl gilt als einer der größten Judenfeinde unter den Habsburger-Herrschern. Für seine Kaiserkrönung stellte zwar Hoffaktor Samson Wertheimer 148 000 Gulden zur Verfügung, für die Kosten im Kampf gegen die Türken hatten die Juden 1 237 000 Gulden zu leisten (1717), zur Unterhaltung des Militärs 600.000 Gulden (1727). Die Wiener Juden boten dem Kaiser 1732 vergeblich eine Unterstützung mit der Bitte um Erlaubnis zum Bau eines Gotteshauses in der Vorstadt. Karl jedoch erließ für die Kronländer der Monarchie 1726 die Familiantengesetze, welche die Zahl der Juden beschränkten und ihre Freizügigkeit weiter unterbanden. 1738 ließ er alle Juden aus Schlesien vertreiben. Eine Vertreibung der Juden aus Böhmen unterblieb nur wegen des Widerstands der Stände gegen den befürchteten Handelsschaden. Er kannte aber Ausnahmen: Den Marranen Diego d’Aguilar erhob er 1726 in den Adelsstand, weil er den Tabakvertrieb in Österreich organisiert hatte.
Die Minderheit der Roma wurde sowohl in Österreich wie auch in Ungarn mit harten Mitteln verfolgt. 1721 erließ der Kaiser den Befehl alle „Zigeuner“ im Reich festzunehmen und „auszurotten“. Im Jahr 1726 wies er an, alle männlichen Roma im Gebiet des heutigen Burgenlandes hinzurichten und den Frauen sowie Kindern unter 18 Jahren ein Ohr abzuschneiden. Viele Roma flüchteten, wurden jedoch in anderen habsburgischen Gebieten ebenfalls verfolgt.

#### Verwaltungs-, Finanz- und Wirtschaftspolitik

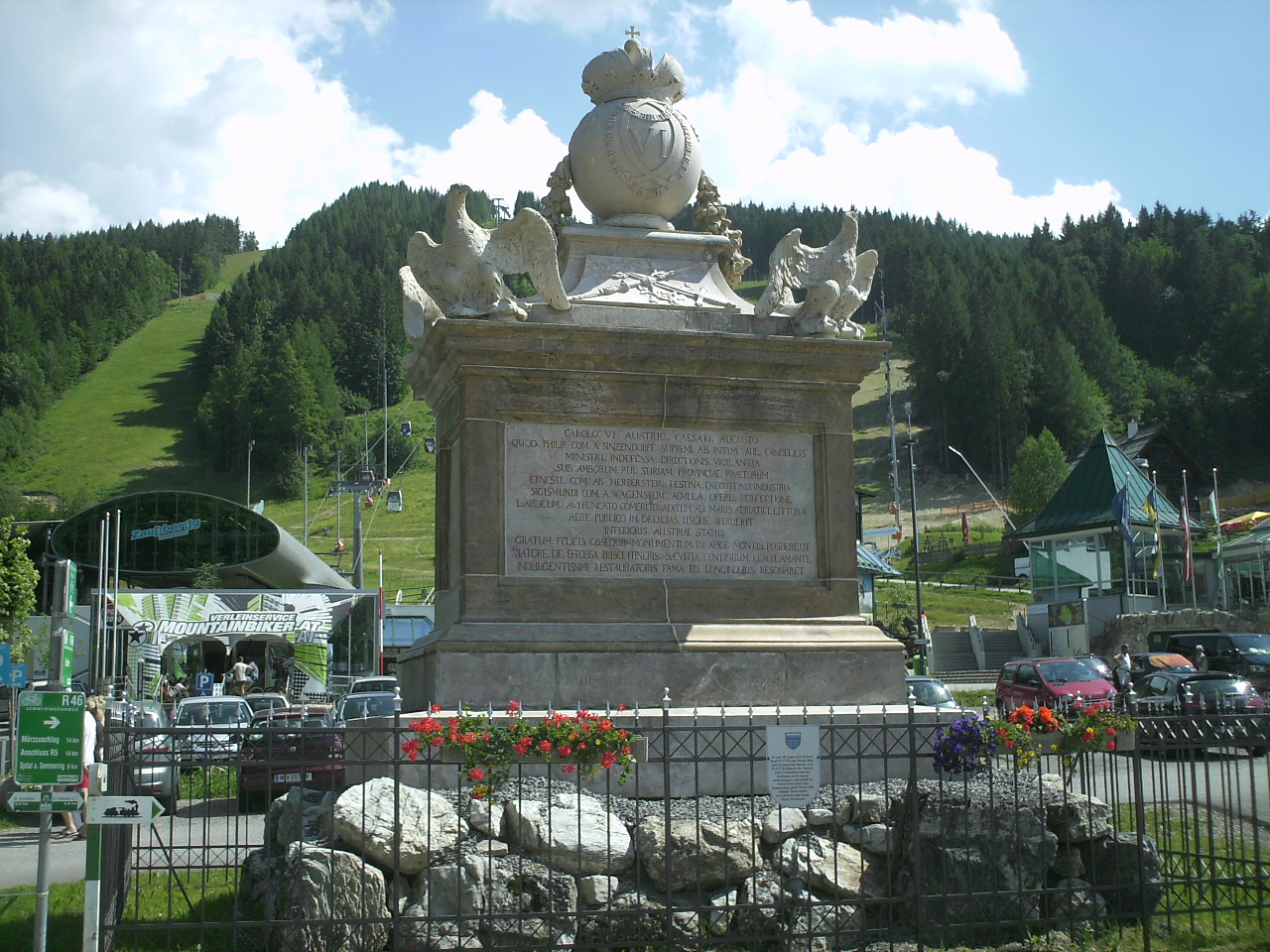
Denkmal am Semmeringpass: Errichtet 1728 im Auftrag der Österreichischen Stände zu Ehren des Kaisers, der anlässlich seiner Reise nach Triest in nur 48 Tagen eine neue Straßentrasse über den Semmering errichten ließ.

Zur Zeit Josephs I. und Karls VI. begann eine deutliche Trennung zwischen Hof- und Staatsverwaltung. Aber es gelang nicht, aus dem Nebeneinander der verschiedenen zentralen Behörden eine effektive Staatsführung zu formen. Auch wurde die Militärorganisation nicht an neuere Entwicklungen angepasst. Hier spielte das zunehmende Alter des für das Militär zuständigen Hofkriegsratspräsidenten Prinz Eugen eine zentrale Rolle. Im Gegensatz etwa zu Preußen waren die österreichischen Erblande zu Zeiten Karls VI. wirtschaftlich, organisatorisch und militärisch ins Hintertreffen geraten.
Auch war der Kaiser weiterhin in Steuerfragen auf die Zustimmung der Stände angewiesen. Eingriffe in die ständischen Strukturen hat auch Karl VI. kaum unternommen. Infolge der wenig effektiven Verwaltung und der hohen Ausgaben waren insbesondere die Finanzen desolat. Die Schulden wuchsen in seiner Regierungszeit von 60 auf 100 Millionen Gulden an. Karl ließ in den Jahren 1722 bis 1726 das Karolinische Steuerkataster in Schlesien anlegen.
In Karls VI. Regierungszeit wurde die Wirtschaft im Sinne des Merkantilismus erheblich gefördert. In einzelnen Ländern wurden Kommerzräte und in Wien ein Hauptkommerzkolleg errichtet. Vielerorts wurden Manufakturen gegründet, teilweise das Straßenwesen verbessert durch den Bau von Kommerzstraßen oder Kaiserstraßen. Von Wien gingen sternförmig fünf Kunststraßen zur Erschließung des Reiches aus. Die Binnenzölle wurden aufgehoben, außerdem das Postwesen ausgebaut. Auch wurden Siedler aus dem deutschen Sprachraum in anderen Teilen der habsburgischen Staaten angesiedelt. Ein Handelsvertrag mit den Osmanen förderte den Mittelmeerhandel. Die Häfen von Triest und Fiume wurden ausgebaut, dazu eine Orientalische Kompanie gegründet. Die Häfen der spanischen Niederlande wollte Karl VI. als Basis für den Überseehandel nutzen, dazu wurde 1722 die Ostendekompanie gegründet. Allerdings verschlechterte diese Konkurrenz die politischen Beziehungen mit den nördlichen Seemächten. Letztlich gab Karl VI. die Ostender Kompanie auf, um die Pragmatische Sanktion international durchsetzen zu können.

### Reichspolitik

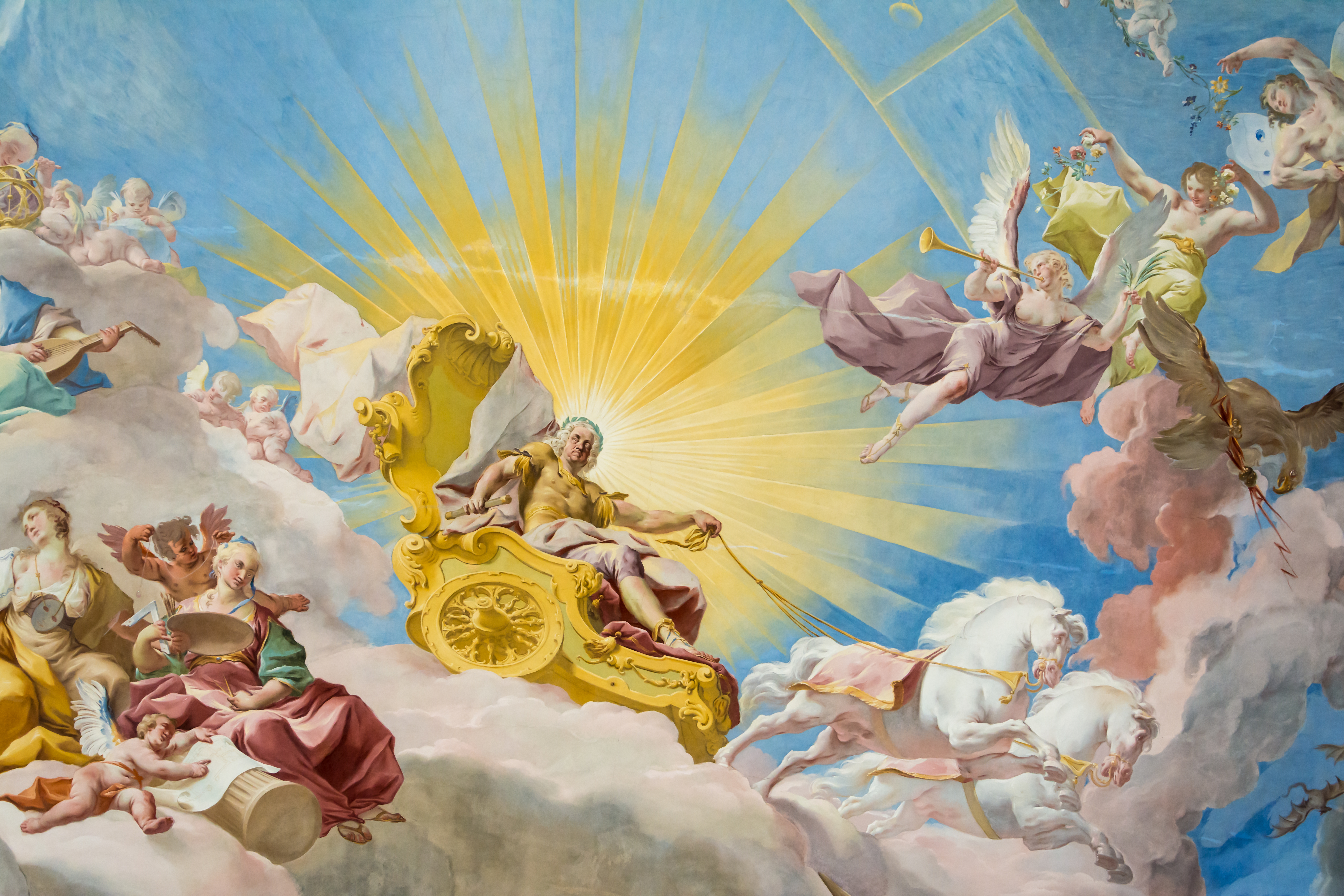
Apotheose Karls VI. (Paul Troger 1739 im Stift Göttweig)

Für Joseph I. wie für Karl VI. spielte neben der Stärkung der Habsburger Erblande auch die Reichspolitik eine wichtige Rolle. Beide Kaiser versuchten, Einfluss auf Reichsinstitutionen wie das Reichskammergericht zu nehmen, oder die Reichsritterschaft als Mittel zur Durchsetzung der kaiserlichen Politik zu nutzen. Karl VI. nutzte kaiserliche Kommissionen, um zum Beispiel in reichsstädtische Verfassungskämpfe wie in Frankfurt am Main oder in Hamburg einzugreifen.
Dabei ging es dem Kaiser immer darum, die überkommenen Strukturen zu bewahren und gleichzeitig klarzumachen, dass der Kaiser das eigentliche Stadtoberhaupt war.
Sehr lange verhinderte der Kaiser am Reichstag in Regensburg die unermüdlichen Versuche des Reichstagsgesandten Johann Christoph von Limbach, der als Komitialgesandter versuchte, für das Fürstentum Braunschweig-Lüneburg den Status eines Kurfürstentums zu erreichen, was am Ende auch gelang und dem letztlich erfolgreichen Gesandten Limbach noch kurz vor seinem Tod das Ansehen einbrachte, die neunte Kurwürde geschaffen zu haben.
Karl VI. beanspruchte auch in einem Religionsstreit, der sich an der kurpfälzischen Politik entzündete, eine Art kaiserlicher Oberrichterfunktion. Ein wichtiges Element der Reichspolitik auch unter Karl VI. blieb der Reichshofrat. In diese Zeit fallen unter anderem die Prozesse der Reichsstände Mecklenburgs gegen ihre Landesherren. Im Jahr 1718 kam es zur Reichsexekution und zur Absetzung von Herzog Karl Leopold. In dem ähnlich gelagerten Fall Ostfriesland bekam der dortige Landesherr Recht. Eine solche auf das Kaisertum bezogene Reichspolitik betrieben danach weder Franz I. noch Joseph II. mehr.
In Hinblick auf die Reichspolitik gab es allerdings Entwicklungen, die eine aktive Reichspolitik erschwerten. Einige Reichsstände wie Österreich mit Ungarn und Italien, aber auch das später in Personalunion mit dem Königreich Großbritannien verbundene Kurfürstentum Hannover und das erstarkte Preußen wuchsen aus dem Reich hinaus. Auch andere Reichsstände wie Bayern betrieben eine eigenständige und teilweise antikaiserliche Politik. Der Streit zwischen der Kurpfalz und Hannover über den Ehrentitel eines Erzschatzmeisters blockierte zwischen 1717 und 1719 den Reichstag. Beim Religionsstreit in der Kurpfalz konnte der Kaiser sich gegen Hannover, Preußen und die übrigen protestantischen Reichsstände nicht durchsetzen. Bezeichnend ist auch, dass Hannover und Preußen sich weigerten, den Kaiser zu den Friedensverhandlungen mit Schweden zur Beendigung des Nordischen Krieges einzubeziehen. Daneben sanken andere Reichsstände zur Bedeutungslosigkeit ab. Einige, wie die Fürstentümer in Anhalt, wurden zu preußischen Klientelstaaten. In Süddeutschland waren die kleinen Reichsstände meist kaisertreu, ohne dass damit für Karl VI. ein nennenswerter Machtzuwachs verbunden gewesen wäre. Die Forschung sprach für die Zeit Karls VI. vom Beginn einer „Reichsmüdigkeit“ oder vom „Versickern des Reichsgedankens“.

### Außenpolitik und Kriege
Nachdem der Spanische Erbfolgekrieg die Verhältnisse im Westen geklärt hatte, befahl der Kaiser auf Anraten des Prinzen Eugen zur Unterstützung der Republik Venedig den Krieg gegen die Osmanen. Unter dem Befehl von Prinz Eugen siegten die österreichischen Truppen unter anderem in der Schlacht von Peterwardein 1716 und in der Schlacht bei Belgrad 1717 im Venezianisch-Österreichischen Türkenkrieg. Im 1718 geschlossenen Frieden von Passarowitz gewann Karl VI. das Banat, Belgrad und Teile Serbiens sowie die kleine Walachei. Damit erreichte das Habsburgerreich seine größte territoriale Ausdehnung, weit über die Grenzen Ungarns hinausgreifend.
In Italien bedrohte Spanien die Vormachtstellung Österreichs, um seine verlorenen Gebiete zurückzugewinnen. Spanische Truppen landeten 1717 auf Sardinien und 1718 auf Sizilien. Dagegen bildete sich eine Quadrupelallianz, an der sich Großbritannien, die Niederlande, Frankreich und Österreich beteiligten. Daraus ging der Krieg der Quadrupelallianz hervor. Im Seekrieg wurden die Spanier in der Seeschlacht vor Kap Passero von den Briten besiegt. Die Armee des Kaisers eroberte Sizilien zurück. Am Ende tauschte Karl VI. Sardinien gegen Sizilien ein, das mit dem Königreich Neapel vereinigt wurde. Der spanische Prinz Carlos erhielt die Anwartschaft auf Parma, Piacenza und die Toskana. Dennoch war die Macht der Habsburger in Italien so stark wie seit Karl V. nicht mehr.

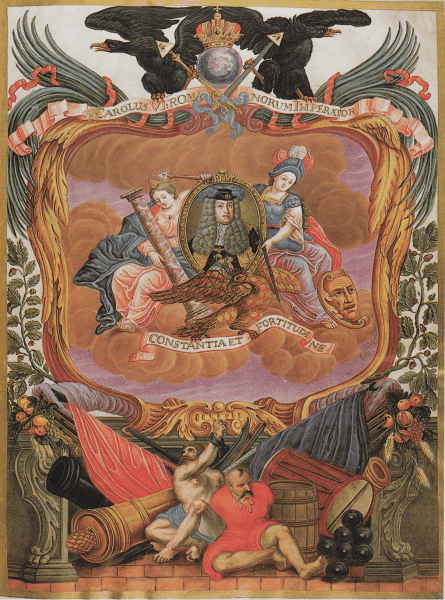
Allegorische Darstellung Karls VI.

Der Kaiser war entgegen dem Rat des Prinzen Eugen bereit, die Bündnisse mit Großbritannien und den Niederlanden aufzugeben. Die Hoffnungen auf ein Bündnis mit Frankreich zerschlugen sich jedoch. Im Jahr 1725 wurde mit Spanien Frieden geschlossen und im Vertrag von Wien ein Bündnis- und Handelsvertrag geschlossen. Im Gegenzug verbündete sich Großbritannien mit Frankreich und Preußen in der Allianz von Herrenhausen. Den Diplomaten des Kaisers gelang es zwar, Preußen aus dem Bündnis wieder herauszulösen, aber es drohte ein großer Krieg, zu dem Karl VI. nicht bereit war. Daher gab er 1727 in der Frage der Ostender Kompanie nach und beteiligte sich auch nicht am Krieg zwischen Spanien und Großbritannien. Seine Bündnispolitik scheiterte endgültig, als 1729 Spanien sich an Frankreich und Großbritannien anschloss.
Nun fand der Kaiser mit Prinz Eugen einen Ausgleich. Auf ihn geht es im Wesentlichen zurück, dass gute Beziehungen zu Preußen und Russland in dieser Zeit entstanden. Der Prinz war auch für den Aussöhnungsvertrag von 1731 mit Großbritannien verantwortlich. Darin erkannten Großbritannien und das damit in Personalunion verbundene Kurfürstentum Hannover die Pragmatische Sanktion an. In geheimen Verhandlungen wurden auch Dänemark und verschiedene Reichsstände gewonnen, so dass die Pragmatische Sanktion vom Reichstag des Heiligen Römischen Reiches anerkannt wurde.
Im Jahr 1733 folgte der polnische Thronfolgekrieg, in dem es nicht nur um die Nachfolge in Polen ging. Frankreich befürchtete wegen der bevorstehenden Heirat Maria Theresias mit Franz Stephan von Lothringen eine weitere Stärkung der österreichischen Macht. Im Bündnis mit Spanien und Savoyen griff Frankreich Österreich in Italien an. Der Krieg in Italien verlief für die österreichische Seite schlecht. Inzwischen war Johann Christoph Freiherr von Bartenstein zum engsten politischen Berater des Kaisers aufgestiegen. Bartenstein vereinbarte 1735 mit Frankreich einen geheimen Präliminarfrieden, der später offiziell bestätigt wurde. Darin musste der Kaiser einige Gebiete in Oberitalien an Savoyen abtreten, konnte aber die Stellung dort behaupten. Allerdings musste er Neapel und Sizilien abtreten und auf den Anspruch auf Lothringen verzichten, das an Frankreich fiel. Franz Stephan von Lothringen wurde mit dem Herzogtum Toskana abgefunden. Im Gegenzug erkannte Frankreich ebenfalls die Pragmatische Sanktion an.
Im Jahr 1737 beteiligte sich Karl VI. am russischen Türkenkrieg. Nach einer Niederlage fielen im Frieden von Belgrad von 1739 die Gebiete südlich von Donau und Save mit Belgrad wieder an das Osmanische Reich zurück.
Beim Tod Karls VI. war Österreich gedemütigt und politisch isoliert. Seine Nachfolgerin Maria Theresia trat ein schweres Erbe an, zumal sich zeigte, dass die Pragmatische Sanktion nicht vor Auseinandersetzungen um das Reich schützte.

### Förderung von Kunst und Kultur

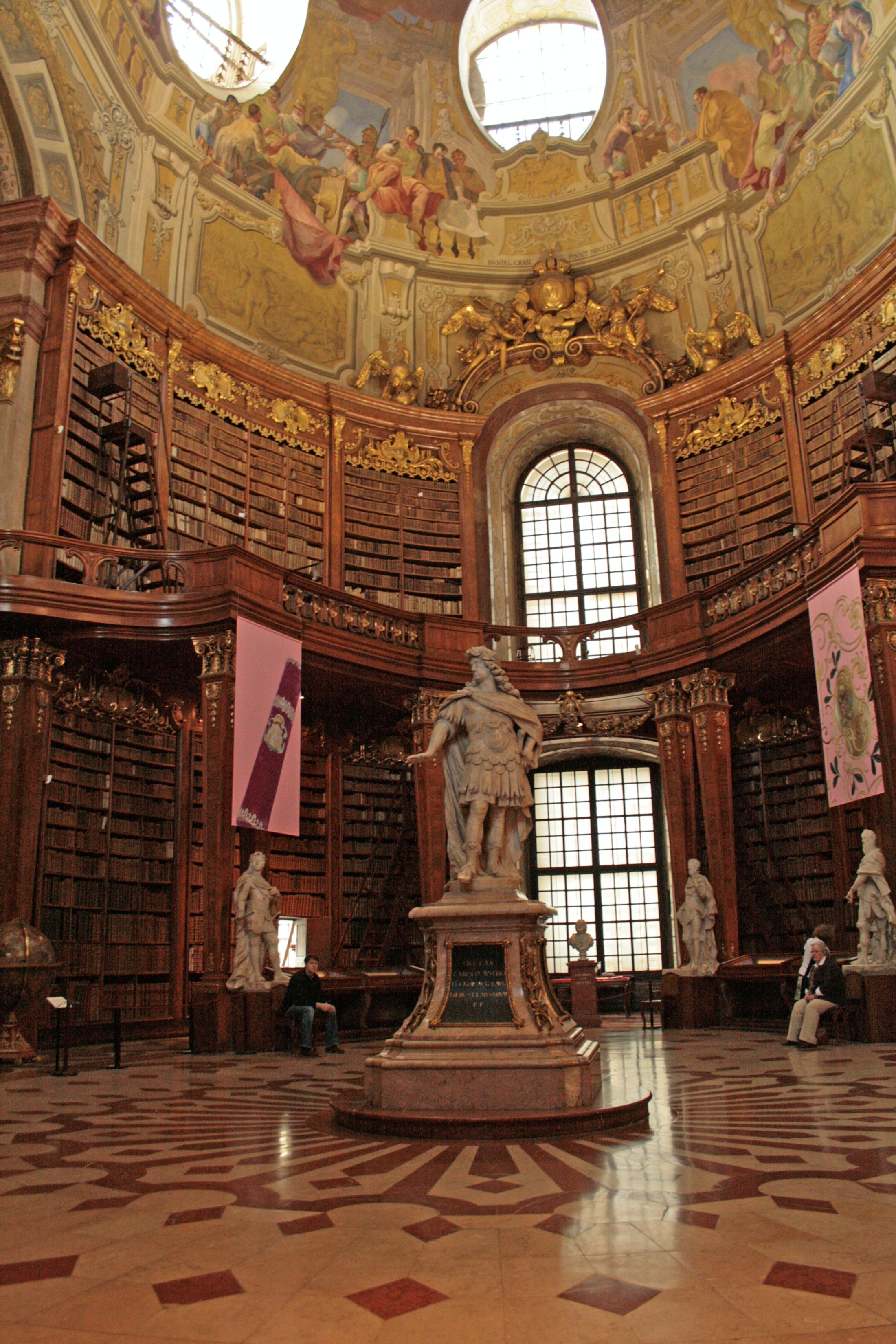
Statue Karls VI. im Prunksaal der Hofbibliothek

Wie sein Vater war der Kaiser künstlerisch vielseitig begabt (er gilt als einer der „komponierenden Kaiser“) und förderte besonders die Musikkultur. Unter ihm erlebte die Hofmusikkapelle unter Johann Joseph Fux eine Blütezeit. Auch förderte er andere Bereiche der Kultur, in Wien fasste er die auf verschiedene Standorte verteilte kaiserliche Gemäldesammlung zusammen.
Ein Höhepunkt barocker Kunst und damit einer der kulturellen Höhepunkte Österreichs fiel in die Zeit. Der Kaiser selbst gelobte 1713 nach einem Pestjahr die Errichtung der von Johann Bernhard Fischer von Erlach erbauten Karlskirche in Wien. Auch im Stift Klosterneuburg trat er als Bauherr auf, um es zur Residenz nach dem Vorbild des Escorial in Spanien umzugestalten. Außerdem ließ er die Hofburg erweitern. Es wurden der Michaelertrakt, die Reichskanzlei und die Winterreitschule erbaut. Insgesamt änderte sich der Festungscharakter der Hofburg zu einem Palast.
Karl VI. ließ die Hofbibliothek neu errichten und erweiterte ihren Bestand durch den Kauf der Bibliothek des verstorbenen Prinzen Eugen. Dabei hatte die Kunstpolitik des Kaisers auch politische Ziele, indem sie einer imperialen Programmatik folgte und bewusst auf die alten kaiserlichen Symbole zurückgriff.
Die geplante Gründung einer Akademie der Wissenschaften kam nicht zustande. 1735 gründete er in Ödenburg die Westungarische Universität. Auch stand er in brieflichem Kontakt zu Leibniz, der 1713 nach Wien kam. In kirchenpolitischer Hinsicht erwirkte er die Erhebung des Bistums Wien zum Erzbistum.

### Tod

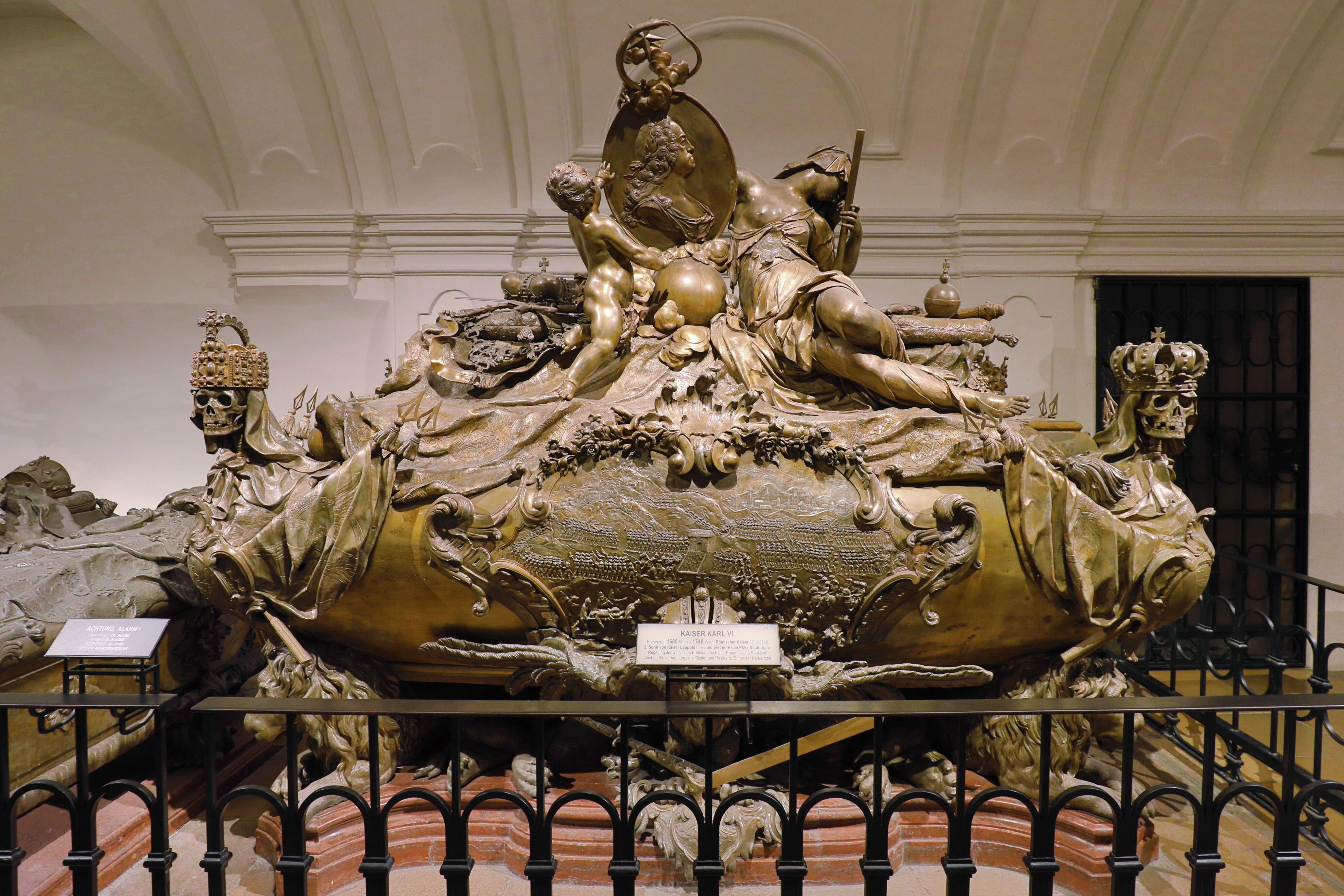
Sarkophag Karls VI. in der Kapuzinergruft.

Karl VI. starb am 20. Oktober 1740 nach einer zehntägigen Erkrankung im Alter von 55 Jahren in der Neuen Favorita (nunmehr Öffentliches Gymnasium der Stiftung Theresianische Akademie). Am 10. Oktober hatte er große Mengen eines Pilzgerichts zu sich genommen. Am folgenden Tag wurde er von schwerster Übelkeit, Erbrechen und Episoden der Bewusstlosigkeit geplagt. Nach einigen Tagen der Erholung kehrten die Beschwerden in Begleitung hohen Fiebers zurück und führten schließlich zu seinem Tod.
Die Beschreibung der Symptome und der Umstände seines Todes sind typisch für eine Vergiftung mit dem Grünen Knollenblätterpilz und wiederholt so gedeutet worden, dies bleibt letztlich spekulativ.
Karl VI. wurde in Wien nach dem im 18. Jahrhundert im Haus Habsburg üblichen Ritual bestattet: Sein Körper ruht in einem Sarkophag in der Kapuzinergruft, sein Herz wurde getrennt bestattet und befindet sich in der Loretokapelle der Wiener Augustinerkirche, während seine Eingeweide in der Herzogsgruft des Wiener Stephansdoms beigesetzt wurden. Er gehört damit zu jenen 41 Personen, die eine „Getrennte Bestattung“ mit Aufteilung des Körpers auf alle drei traditionellen Wiener Begräbnisstätten der Habsburger (Kaisergruft, Herzgruft, Herzogsgruft) erhielten.

## Person
Karl VI. selbst war mitverantwortlich für den Machtverfall in den letzten Jahrzehnten seiner Herrschaft. Bereits in Spanien entwickelte er insbesondere unter dem Einfluss von Graf Johann Michael Althann ein fast anachronistisches universalistisches Herrschaftsverständnis, das an Karl V. anknüpfte. Er kümmerte sich zwar intensiv um die Staatsgeschäfte, aber ihm fehlte der Überblick und letztlich eine klare politische Linie.
In privater Hinsicht führte der Kaiser ein vorbildliches Familienleben, war ein fürsorglicher Vater. Wie sein Vater wachte er pedantisch über die Hofetikette und persönlich über die Einhaltung der bestehenden Regeln am Hof. Noch auf dem Sterbebett kritisierte er seine Umgebung, weil angeblich nicht genug Kerzen um sein Bett herum aufgestellt worden waren. Persönliches Vergnügen fand er in der Jagd und in der Liebe. Er war allerdings ein schlechter Schütze wegen seiner Kurzsichtigkeit, der Adam Franz Karl von Schwarzenberg 1732 zum Opfer fiel.

### Titel
Kaiser Karls Titel als römisch-deutscher Kaiser und spanischer König lautete:

„Wir, Karl der Sechste von Gottes Gnaden erwählter Römischer Keyser, zu allen Zeiten Mehrer des Reichs, König in Germanien, zu Castilien, Leon, Aragon, Beyder Sicilien, zu Hierusalem, Hungarn, Böheimb, Dalmatien, Croatien, Navarra, Toleto, Valenz, Gallicien, Majoricarum, Sevila, Sardinia, Corduba, Corsica, Murcia, Giennis, Algarbien, Algezirae, Gibraltaris, der Insulen Canariae und Indiarum, der Insulen und Terrae Firmae des Meers Eceani etc.; Erzherzog zu Österreich; Herzog zu Burgund, zu Braband, zu Meyland, zu Steyer, zu Kärnthen, zu Crain, zu Lüzelburg, Würtemberg, zu Ober- und Nieder Schlesien, Athenarum und Neopatriae; Fürst zu Schwaben; Markgraf des Heiligen Römischen Reichs, zu Burgau, zu Mähren, zu Ober- und Nieder Lausitz; gefürsteter Graf zu Habsburg, zu Flandern, zu Tyroll, zu Barchinon, zu Pfierd, zu Kyburg, zu Görtz, Rossilion und Ceritania; Landtgraf in Elsaß; Marggraf zu Oristani und Graf zu Gocceani, und zu Gradiska; Herr auf der Windischen Mark, zu Portenau, Biscajae, Molini, zu Salins, zu Tripoli und zu Macheln.“

### Siegel, Signatur und Wahlspruch

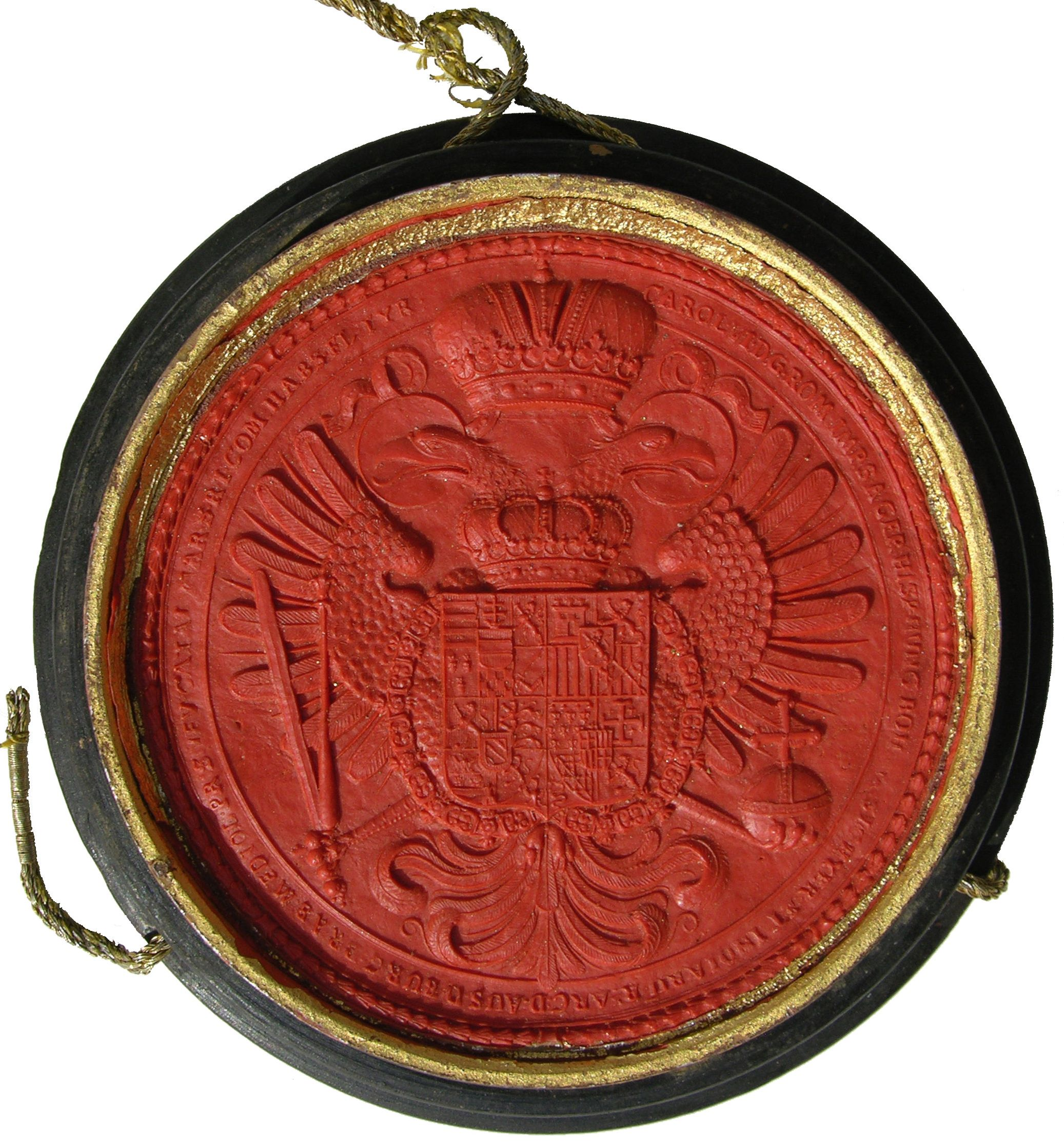
Siegel Karls VI. 1725

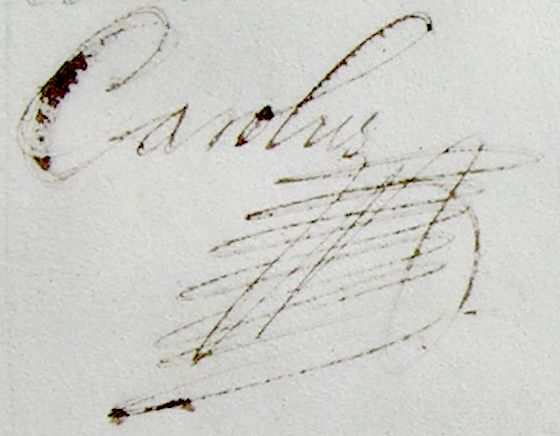
Signatur Karls VI.: den Adelsbrief André Falquets von 1725 unterschreibt Karl VI. eigenhändig.

Das Siegel Karls VI. von 1725 zeigt seinen Wappenschild mit Königskrone und der Collane des Ordens vom Goldenen Vlies, das neben den Wappen Österreichs (mit Böhmen und Ungarn) und Burgunds (für die Niederlande) auch die Spaniens und Siziliens zeigt. Der Wappenschild liegt auf einem gekrönten doppelköpfigen Reichsadler, der an jedem Flügel sieben große Federn trägt (die Anzahl wurde nirgends festgelegt), mit den Regalien: In seiner rechten Kralle hält er das Reichzepter und das Reichsschwert, in der linken den Reichsapfel. Den Rand des Siegels bilden eine Inschrift mit dem Titel Karls VI. in Abkürzungen und ein Kranz. Der Innendurchmesser des Siegels beträgt 13,5 cm.
Es weist folgenden Text auf:

„CAROL · VI. · D.G · ROM : IMP : S · A · GER : HISP : HUNG : BOH :[UTR:SIC] : HYER : ET INDIARŪ : RX · ARC : D · AUS · D : BURG : BRAB : MEDIOL · PR : SUEV : CATAL · MAR · S · R · I · COM : HABS · FL : TYR :“

Ausgeschrieben entspricht dies:

„Carolus VI. Dei Gratia Romanorum Imperator semper Augustus Germaniae Hispaniae Hungariae
Bohemiae utriusque Siciliae Hyerosolymis et Indiarum Rex, Archidux Austriae, Dux Burgundiae
Brabantiae Mediolani Princeps Sueviae Catalaniae Marchio Sacri Romani Imperii Comes
Habsburgi Flandriae Tyrolis“

„Karl VI. von Gottes Gnaden Römischer Kaiser, zu allen Zeiten Mehrer des Reichs, König von Germanien, Spanien, Ungarn, Böhmen, beiden Sizilien, Jerusalem, und Westindien, Erzherzog von Österreich, Herzog von Burgund, Brabant, Mailand, Fürst in Schwaben, Katalonien, Markgraf des Heiligen Römischen Reiches, Graf zu Habsburg, Flandern, Tirol“

Hier wird erneut deutlich, wie Karl VI. den Verlust Spaniens noch nicht ganz akzeptieren konnte. Allerdings wurde ihm im Frieden von Wien (1725) das Recht zugesprochen, diesen Titel weiterhin zu führen.
Sein Wahlspruch war Constanter continet orbem (lat. Fest hält er das Weltreich zusammen).

### Vorfahren
|  |                                                       |  |  |  |  |  |  |  |  |  |  |  |  |
|  | Ferdinand II. (HRR) (1578–1637)                       |  |  |  |  |  |  |  |  |  |  |  |  |
|  |                                                       |  |  |  |  |  |  |  |  |  |  |  |  |
|  |                                                       |  |  |  |  |  |  |  |  |  |  |  |  |
|  | Ferdinand III. (HRR) (1608–1657)                      |  |  |  |  |  |  |  |  |  |  |  |  |
|  |                                                       |  |  |  |  |  |  |  |  |  |  |  |  |
|  |                                                       |  |  |  |  |  |  |  |  |  |  |  |  |
|  | Maria Anna von Bayern (1574–1616)                     |  |  |  |  |  |  |  |  |  |  |  |  |
|  |                                                       |  |  |  |  |  |  |  |  |  |  |  |  |
|  |                                                       |  |  |  |  |  |  |  |  |  |  |  |  |
|  | Leopold I. (HRR) (1640–1705)                          |  |  |  |  |  |  |  |  |  |  |  |  |
|  |                                                       |  |  |  |  |  |  |  |  |  |  |  |  |
|  |                                                       |  |  |  |  |  |  |  |  |  |  |  |  |
|  | Philipp III. (Spanien) (1578–1621)                    |  |  |  |  |  |  |  |  |  |  |  |  |
|  |                                                       |  |  |  |  |  |  |  |  |  |  |  |  |
|  |                                                       |  |  |  |  |  |  |  |  |  |  |  |  |
|  | Maria Anna von Spanien (1606–1646)                    |  |  |  |  |  |  |  |  |  |  |  |  |
|  |                                                       |  |  |  |  |  |  |  |  |  |  |  |  |
|  |                                                       |  |  |  |  |  |  |  |  |  |  |  |  |
|  | Margarete von Österreich (1584–1611)                  |  |  |  |  |  |  |  |  |  |  |  |  |
|  |                                                       |  |  |  |  |  |  |  |  |  |  |  |  |
|  |                                                       |  |  |  |  |  |  |  |  |  |  |  |  |
|  | Karl VI. (HRR) (1685–1740)                            |  |  |  |  |  |  |  |  |  |  |  |  |
|  |                                                       |  |  |  |  |  |  |  |  |  |  |  |  |
|  |                                                       |  |  |  |  |  |  |  |  |  |  |  |  |
|  | Wolfgang Wilhelm (Pfalzgraf) (1578–1653)              |  |  |  |  |  |  |  |  |  |  |  |  |
|  |                                                       |  |  |  |  |  |  |  |  |  |  |  |  |
|  |                                                       |  |  |  |  |  |  |  |  |  |  |  |  |
|  | Philipp Wilhelm (Kurfürst von Pfalz) (1615–1690)      |  |  |  |  |  |  |  |  |  |  |  |  |
|  |                                                       |  |  |  |  |  |  |  |  |  |  |  |  |
|  |                                                       |  |  |  |  |  |  |  |  |  |  |  |  |
|  | Magdalene von Bayern (1587–1628)                      |  |  |  |  |  |  |  |  |  |  |  |  |
|  |                                                       |  |  |  |  |  |  |  |  |  |  |  |  |
|  |                                                       |  |  |  |  |  |  |  |  |  |  |  |  |
|  | Eleonore Magdalene Therese von der Pfalz (1655–1720)  |  |  |  |  |  |  |  |  |  |  |  |  |
|  |                                                       |  |  |  |  |  |  |  |  |  |  |  |  |
|  |                                                       |  |  |  |  |  |  |  |  |  |  |  |  |
|  | Georg II. (Landgraf von Hessen-Darmstadt) (1605–1661) |  |  |  |  |  |  |  |  |  |  |  |  |
|  |                                                       |  |  |  |  |  |  |  |  |  |  |  |  |
|  |                                                       |  |  |  |  |  |  |  |  |  |  |  |  |
|  | Elisabeth Amalia von Hessen-Darmstadt (1635–1709)     |  |  |  |  |  |  |  |  |  |  |  |  |
|  |                                                       |  |  |  |  |  |  |  |  |  |  |  |  |
|  |                                                       |  |  |  |  |  |  |  |  |  |  |  |  |
|  | Sophie Eleonore von Sachsen                           |  |  |  |  |  |  |  |  |  |  |  |  |
|  |                                                       |  |  |  |  |  |  |  |  |  |  |  |  |
|  |                                                       |  |  |  |  |  |  |  |  |  |  |  |  |

## Ehrungen
Im Jahr 1899 wurde in Wien-Wieden (4. Bezirk) der Karlsplatz nach Kaiser Karl benannt.